# Жовтий осот городній
Жовтий осот городній (Sonchus oleraceus) — однорічна трав'яниста рослина родини айстрових (складноцвітих). 

## Опис
Рослина при пораненні виділяє молочно-білий сік. Стебло прямостояче, порожнисте, гладеньке, 40 — 120 см заввишки. Листки чергові, матові, голі, стругоподібно-перистонадрізані або нерівномірно-колючозубчасті; нижні — черешкові, серединні й верхні — з стеблообгортною серцеподібною основою і гострими вушками. Кошики — в розгалуженому суцвітті, на потовщених ніжках. Квітки язичкові, жовті, рідше — бліді, з червоними смужками на відгині. Плід — сім'янка. Цвіте з червня по жовтень.

## Фармакологічні властивості і використання
Рослина виявляє сечогінні, жовчогінні, легкі послаблювальні, молокогінні, кровоспинні та протизапальні властивості. В народній медицині настій трави приймають при простудах, жовтяниці, кровохарканні, болях у сечовому міхурі (зокрема, при каменях), проти глистів та як засіб, що підсилює процес молокоутворення у матерів-годувальниць. Свіжий молочний сік рослини використовували для лікування хвороб печінки, а всю рослину — для лікування подагри. Свіже потовчене листя прикладають до ран, які кровоточать. 

## У харчуванні
Молоде листя й стебла осоту, доки вони ще крихкі й ніжні, їстівні для людини як листовий овоч: для салатів, овочевого пюре та як присмаку для юшок, рису, плову, м'ясних солянок. Старі листи й стебла можуть бути гіркими, але молоді листки мають смак, схожий на салат. Листя має 30-35 хв помокнути в солоній воді, щоб пом'якшився гіркуватий присмак. Очищені від шкірки та розтерті молоді стебла осоту — відомі ласощі для дітей і дорослих. Відварені в солоній воді молоді стебла та пагони готують як цвітну капусту або спаржу — з сухарями в олії.
До лікувально-профілактичного харчового раціону включають салати з молодого листя рослини.